# Chunella gracillima
Chunella gracillima är en korallart som beskrevs av Kükenthal 1902. Chunella gracillima ingår i släktet Chunella och familjen Chunellidae. Inga underarter finns listade i Catalogue of Life.